# Pròxima del Centaure

La més brillant és Rigil Kentaurus, Alpha Centauri o Proxima Centauri

Mides relatives del Sol, i el sistema triple d'Alfa del Centaure

Pròxima del Centaure (Proxima Centauri) o Alfa del Centaure C (Alpha Centauri C) és l'estrella més propera a la Terra després del Sol. Proxima Centauri es una estrella fulgurant. Es troba a 4,2 anys llum, situada a la constel·lació austral del Centaure (només visible des de latituds inferiors a 25° N).
Comparteix moviment amb la parella d'estrelles Alfa de Centaure A i Alfa de Centaure B (que són molt més grans que aquesta i formen un sistema doble), a uns segons de distància en el cel (quatre vegades el diàmetre de la Lluna plena). No és clar si hi està en òrbita o si senzillament comparteix el moviment i la situació propera a l'espai a causa del fet que les tres estrelles es van originar en el mateix cúmul estel·lar.
Pròxima del Centaure només es pot veure mitjançant un telescopi, a diferència del sistema Alfa del Centaure A-B, que és la tercera estrella més brillant del cel.
Els tres estels reben el nom d'Alpha Centauri o Rigil Kentaurus.
Proxima Centauri és una estel nana vermella amb una massa al voltant del 12,5% de la massa del Sol (M☉), i una densitat mitjana aproximadament 33 vegades la del Sol. A causa de la proximitat de Proxima Centauri a la Terra, el seu diàmetre angular es pot mesurar directament. El seu diàmetre real és aproximadament una setena part (14%) del diàmetre del Sol. Tot i que té una lluminositat mitjana molt baixa, Proxima Centauri és una estrella fulgurant que pateix aleatòriament augments espectaculars de brillantor a causa de l'activitat magnètica. El camp magnètic de l'estrella es crea per convecció a tot el cos estel·lar, i l'activitat de flamarada resultant genera una emissió total de raigs X similar a la produïda pel Sol. La barreja interna del seu combustible per convecció a través del seu nucli, i la taxa de producció d'energia relativament baixa de Pròxima, significa que serà una estrella de seqüència principal durant quatre bilions d'anys més.
Proxima Centauri té dos exoplanetes coneguts i un exoplaneta candidat: Proxima Centauri b, Proxima Centauri d i la disputada  Proxima Centauri c. Proxima Centauri b gira al voltant de l'estel a una distància aproximadament 0,05 ua (7,5 milions de km) amb un període orbital d'aproximadament 11,2 dies terrestres. La seva massa estimada és almenys 1,07 vegades la de la Terra. Pròxima b orbita dins de la zona habitable de Proxima Centauri —l'interval on les temperatures són adequades perquè hi hagi aigua líquida a la seva superfície— però, com que Proxima Centauri és una nana vermella i una estrella de bengala, l'habitabilitat és molt incert. Un candidat súper-Terra, Proxima Centauri c, aproximadament 1,5 ua (220 milions de km) de Proxima Centauri, l'orbita cada 1.900 dies (5,2 anys). Una sub-Terra, Proxima Centauri d, aproximadament 0,029 ua (4,3 milions de km), orbita cada 5,1 dies.

## Característiques generals

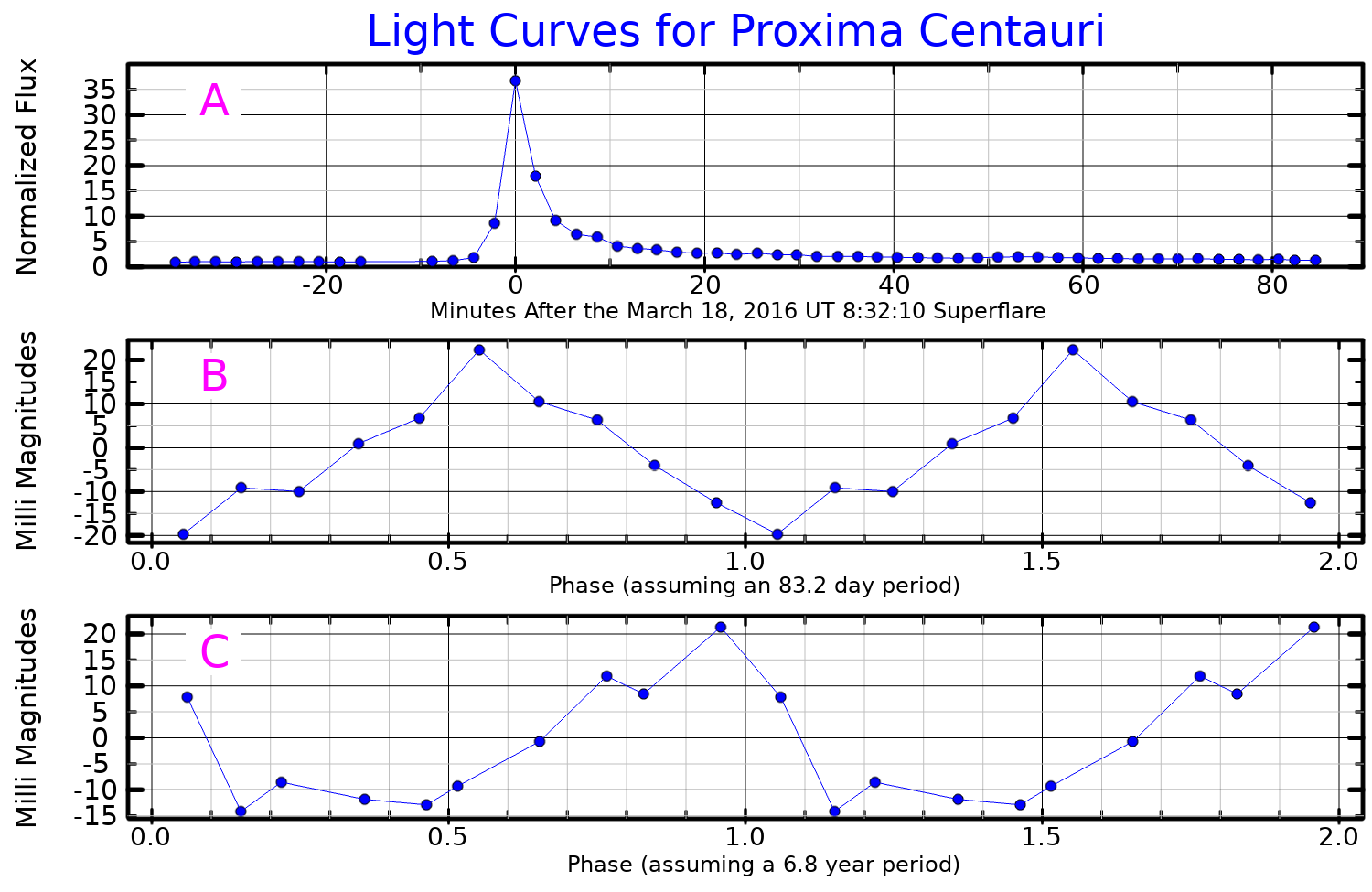
Es mostren tres corbes de llum de bandes visuals per a Proxima Centauri. La trama A mostra una súper-flamarada que va augmentar dramàticament la brillantor de l'estrella durant uns minuts. El diagrama B mostra la variació relativa de la brillantor al llarg del període de rotació de 83 dies de l'estrella. El diagrama C mostra la variació durant un període de 6,8 anys, que pot ser la durada del període d'activitat magnètica de l'estrella. Adaptació de Howard et al. (2018) i Mascareño et al. (2016)

Proxima Centauri és una nana vermella, perquè pertany a la seqüència principal del diagrama d'Hertzsprung–Russell i és de la classe espectral M5.5. La classe M5.5 significa que cau a l'extrem de massa baixa de les estrelles nanes de tipus M, amb la seva tonalitat desplaçada cap al vermell-groc per una temperatura efectiva de ~3.000 K. La seva magnitud visual absoluta, o la seva magnitud visual vista des d'una distància de 10 parsecs (33 a.l.), és 15.5. La seva lluminositat total en totes les longituds d'ona és només el 0,16% de la del Sol, tot i que quan s'observa a les longituds d'ona de la llum visible l'ull és més sensible, només és un 0,0056% tan lluminós com el Sol. Més del 85% de la seva potència radiada es troba a longituds d'ona infrarojos.
L'any 2002, la interferometria òptica amb el Very Large Telescope (VLTI) va trobar que el diàmetre angular de Proxima Centauri és 1,02±0,08 mas. Com que se'n coneix la distància, es pot calcular que el diàmetre real de Proxima Centauri és aproximadament 1/7 del Sol, o 1,5 vegades el de Júpiter. La massa de l'estrella, estimada a partir de la teoria estel·lar, és 12,2% M☉, o 129 massa de Júpiter (MJ). La massa s'ha calculat directament, encara que amb menys precisió, a partir d'observacions d'esdeveniments de microlents 0,150+0,062
−0,051 M☉.
Les estrelles de seqüència principal de massa més baixa tenen una densitat mitjana més alta que les de massa més alta, i Proxima Centauri no és una excepció: té una densitat mitjana de 47,1×10³ kg/m³ (47,1 g/cm³), en comparació amb la densitat mitjana del Sol de 1,411×10³ kg/m³ (1,411 g/cm³). La gravetat superficial mesurada de Proxima Centauri, donada com a logaritme de base 10 de l'acceleració en unitats de cgs, és 5.20. Això és 162 vegades la gravetat superficial a la Terra.
Un estudi de variacions fotomètriques de 1998 indica que Proxima Centauri completa una rotació completa un cop cada 83,5 dies. Una sèrie temporal posterior d'anàlisi dels indicadors cromosfèrics el 2002 suggereix un període de rotació més llarg de 116,6±0,7 dies. Observacions posteriors del camp magnètic de l'estrella van revelar posteriorment que l'estrella gira amb un període de 89,8±4 dies, coherent amb una mesura de 92,1+4,2
−3,5 dies a partir de les observacions de la velocitat radial.

## Estructura i fusió
A causa de la seva poca massa, l'interior de l'estrella és completament convectiva, provocant que l'energia es transfereixi a l'exterior pel moviment físic del plasma més que no pas per processos radiatius. Aquesta convecció significa que la cendra d'heli que queda de la fusió termonuclear d'hidrogen no s'acumula al nucli sinó que circula per l'estrella. A diferència del Sol, que només cremarà al voltant del 10% del seu subministrament total d'hidrogen abans de sortir de la seqüència principal, Proxima Centauri consumirà gairebé tot el seu combustible abans que la fusió d'hidrogen acabi.
La convecció s'associa amb la generació i la persistència d'un camp magnètic. L'energia magnètica d'aquest camp s'allibera a la superfície a través de erupcions estel·lars que breument (fins a deu segons) augmenten la lluminositat global de l'estrella. El 6 de maig de 2019, un esdeveniment d'erupció a la vora de la classe d'erupció M i X, es va convertir breument en la més brillant mai detectada, amb una emissió ultraviolada llunyana de 2×1030 erg. Aquestes erupcions poden créixer tan grans com l'estrella i arribar a temperatures de fins a 27 milions de K—prou calent per irradiar raigs X. La lluminositat de raigs X quiescent de Proxima Centauri, aproximadament (4–16) × 1026 erg/s ((4–16) × 1019 W), és aproximadament igual a la del Sol molt més gran. La màxima lluminositat de raigs X de les erupcions més grans poden assolir 1028 erg/s (1021 W).
La cromosfera de Proxima Centauri està activa, i el seu espectre mostra una forta línia d'emissió de magnesi ionitzat individualment a una longitud d'ona de 280 nm. Al voltant del 88% de la superfície de Proxima Centauri pot estar activa, un percentatge molt superior al del Sol fins i tot en el pic del cicle solar. Fins i tot durant els períodes de repòs amb poques erupcions o cap, aquesta activitat augmenta la temperatura de la corona de Proxima Centauri a 3,5 milions de K, en comparació amb els 2 milions de K de la corona solar, i la seva emissió total de raigs X és comparable a la del Sol. El nivell d'activitat global de Proxima Centauri es considera baix en comparació amb altres nanes vermelles, que és coherent amb l'edat estimada de l'estrella de 4,85 anys × 109 anys, ja que s'espera que el nivell d'activitat d'una nana vermella disminueixi de manera constant al llarg de milers de milions d'anys a mesura que la seva rotació estel·lar disminueix. El nivell d'activitat sembla variar amb un període d'aproximadament 442 dies, que és més curt que el cicle solar d'11 anys.
Proxima Centauri té un vent estel·lar relativament feble, poc més del 20% de la taxa de pèrdua de massa del vent solar. Com que l'estrella és molt més petita que el Sol, la pèrdua de massa per unitat de superfície de Proxima Centauri pot ser vuit vegades la de la superfície solar.

## Fases vitals
Una nana vermella amb la massa de Proxima Centauri romandrà a la seqüència principal durant uns quatre bilions d'anys. A mesura que la proporció d'heli augmenta a causa de la fusió d'hidrogen, l'estrella es farà més petita i calenta, transformant-se gradualment en l'anomenada "nana blava". Cap al final d'aquest període es tornarà significativament més lluminosa, arribant al 2,5% de la lluminositat del Sol (L☉) i escalfant qualsevol cos en òrbita durant un període de diversos milers de milions d'anys. Quan s'esgota el combustible d'hidrogen, Proxima Centauri evolucionarà a una nana blanca d'heli (sense passar per la fase gegant vermella) i perd constantment l'energia tèrmica restant.
El sistema d'Alfa del Centaure es pot formar de manera natural a través d'una estrella de poca massa capturada dinàmicament per un binari més massiu de 1,5–2 M☉ dins del seu cúmul estel·lar incrustat abans que el cúmul es dispersi. Tanmateix, es necessiten mesures més precises de la velocitat radial per confirmar aquesta hipòtesi. Si Proxima Centauri estava lligada al sistema Alfa Centauri durant la seva formació, és probable que les estrelles comparteixin la mateixa composició elemental. La influència gravitatòria de Pròxima podria haver despertat els discs protoplanetaris d'Alfa Centauri. Això hauria augmentat el lliurament de volàtils com l'aigua a les regions internes seques, de manera que possiblement enriquiria qualsevol planeta terrestre del sistema amb aquest material.
Alternativament, Proxima Centauri podria haver estat capturada en una data posterior durant una trobada, donant lloc a una òrbita molt excèntrica que després va ser estabilitzada per la marea galàctica i trobades estel·lars addicionals. Un escenari així pot significar que els companys planetaris de Proxima Centauri hagin tingut molt menys possibilitats de interrupció orbital per part d'Alfa Centauri. A mesura que els membres de la parella Alpha Centauri continuen evolucionant i perdent massa, es preveu que Proxima Centauri es deslligui del sistema d'aquí a uns 3.500 milions d'anys a partir del present. A partir de llavors, l'estrella divergirà constantment de la parella.

## Moviment i ubicació

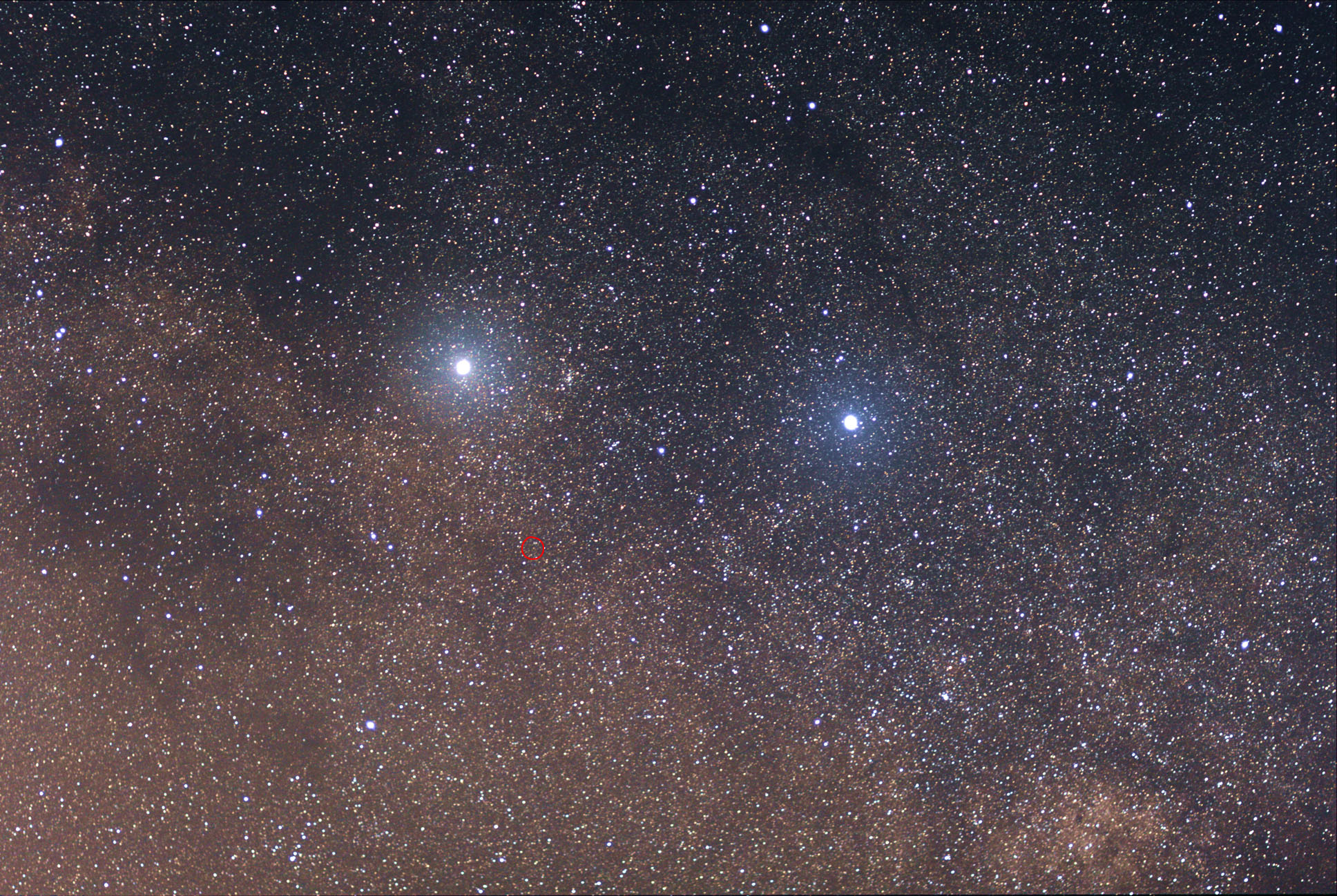
Alpha Centauri A i B és el punt d'estrella aparent brillant de l'esquerra, que es troba en un sistema estel·lar triple amb Proxima Centauri, encerclada en vermell. El sistema estel·lar brillant de la dreta és el Beta Centauri no relacionat.

Basat en una paral·laxi de 768,0665±0,0499 mas, publicat el 2020 a Gaia Data Release 3, Proxima Centauri és 4.2465 anys llum (1.3020 pc; 268,550 AU) del Sol. Els paral·laxis publicats anteriorment inclouen: 768,5±0,2 mas el 2018 per Gaia DR2, 768,13±1,04 mas, el 2014 pel Research Consortium On Nearby Stars; 772,33±2,42 mas, al Catàleg Hipparcos original, l'any 1997; 771,64±2,60 mas a la Nova Reducció Hipparcos, l'any 2007; i 768,77±0,37 mas utilitzant els sensors d'orientació fina del telescopi espacial Hubble, el 1999. Des del punt de vista de la Terra, Proxima Centauri està separada d'Alfa Centauri per 2,18 graus, o quatre vegades el diàmetre angular de la Lluna plena. Proxima Centauri té un moviment propi relativament gran: es mou 3,85 segons d'arc per any pel cel. Té una velocitat radial cap al Sol de 22,2 km/s. Des de Proxima Centauri, el Sol apareixeria com una estrella brillant de 0,4 magnitud a la constel·lació Cassiopeia, similar a la d'Achernar o Proció de la Terra.
Entre les estrelles conegudes, Proxima Centauri ha estat l'estrella més propera al Sol durant uns 32.000 anys i ho serà durant uns 25.000 anys més, després dels quals Alpha Centauri A i Alpha Centauri B s'alternaran aproximadament cada 79,91 anys com a estrella més propera al Sol. L'any 2001, J. García-Sánchez et al. va predir que Proxima Centauri s'aproximarà al Sol en uns 26.700 anys, aproximadament 3.11 a.l. (0.95 pc). Un estudi de 2010 de V. V. Bobylev va predir una distància d'aproximació més propera de 2.90 a.l. (0.89 pc) en uns 27.400 anys, seguit d'un estudi de 2014 de C. A. L. Bailer-Jones que va predir un enfocament periheli de 3.07 a.l. (0.94 pc) en aproximadament 26.710 anys. Proxima Centauri està orbitant per la Via Làctia a una distància del Centre Galàctic que varia de 27 a 31 kly (8.3 a 9.5 kpc), amb una excentricitat orbital de 0,07.

### Alfa del Centaure

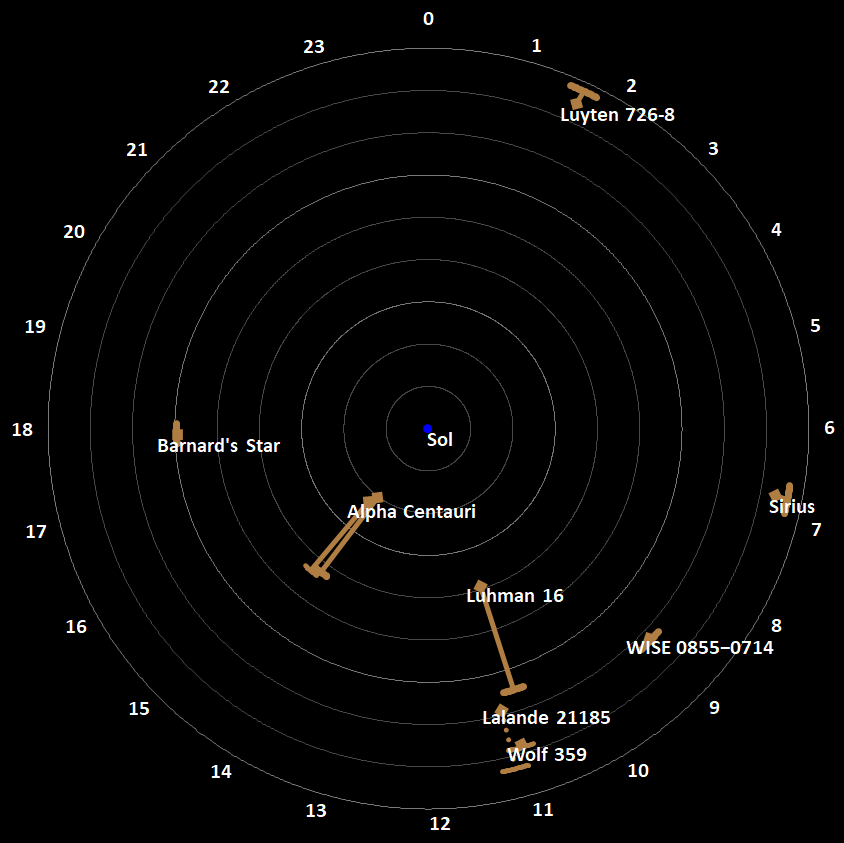
Un mapa de radar de tots els objectes estel·lars o sistemes estel·lars a 9 anys llum (a.l.) del seu centre, el Sol. Proxima Centauri és la marca sense etiquetar just al costat d'Alfa Centauri. Les formes de diamant són les seves posicions introduïdes segons l'ascensió recta en angle de les hores (indicat a la vora del disc de referència del mapa), i segons la seva declinació. La segona marca mostra la distància de cadascun del Sol, amb els cercles concèntrics que indiquen la distància en passos d'una línia.

Se sospita que Proxima Centauri és una companya del sistema d'estrella binària Alpha Centauri des del seu descobriment l'any 1915. Per aquesta raó, de vegades es coneix com Alpha Centauri C. Les dades del satèl·lit Hipparcos, combinades amb observacions a terra, eren coherents amb la hipòtesi que les tres estrelles són un sistema lligat gravitacionalment. Kervella et al. (2017) van utilitzar mesures de velocitat radial d'alta precisió per determinar amb un alt grau de confiança que Pròxima i Alpha Centauri estan lligats gravitacionalment. El període orbital Proxima Centauri al voltant de l'Alfa Centauri  AB baricentre és 547.000+6.600
−4.000 anys amb una excentricitat de 0,5±0,08; s'acosta a Alpha Centauri 4.300+1.100
−900 AU a periastron i es retira a 13.000+300
−100 AU a l'apastró. Actualment, Proxima Centauri és 12,947 ± 260 AU (1.94 ± 0.04 bilió km) des del baricentre Alpha Centauri AB, gairebé fins al punt més allunyat de la seva òrbita.
Sis estrelles simples, dos sistemes estel·lars binaris i una estrella triple comparteixen un moviment comú a través de l'espai amb Proxima Centauri i el sistema Alpha Centauri. (les estrelles "co-mogudes" inclouen HD 4391, γ2 Normae, i Gliese 676.) Les velocitats espacials d'aquestes estrelles es troben a 10 km/s del moviment peculiar d'Alfa Centauri. Així, poden formar un grup d'estrelles en moviment, que indicaria un punt d'origen comú, com en un cúmul estel·lar.

## Sistema planetari
| Companya (per ordre des de l'estrella) | Massa         | Semieix major (ua)       | Període orbital (dies)    | Excentricitat      | Inclinació | Radi                |
| -------------------------------------- | ------------- | ------------------------ | ------------------------- | ------------------ | ---------- | ------------------- |
| d                                      | ≥0,26±0,05 M⊕ | 0,02885+0,00019 −0,00022 | 5,122+0,002 −0,0036       | 0,04+0,15 −0,04    | —          | ≙0,81±0,08 R⊕       |
| b                                      | ≥1,07±0,06 M⊕ | 0,04857+0,00029 −0,00029 | 11,18418+0,00068 −0,00074 | 0,109+0,076 −0,068 | —          | ≙1,30+1,20 −0,62 R⊕ |
| c (disputat)                           | 7±1 M⊕        | 1,489±0,049              | 1.928±20                  | 0,04±0,01          | ?°         | ?                   |

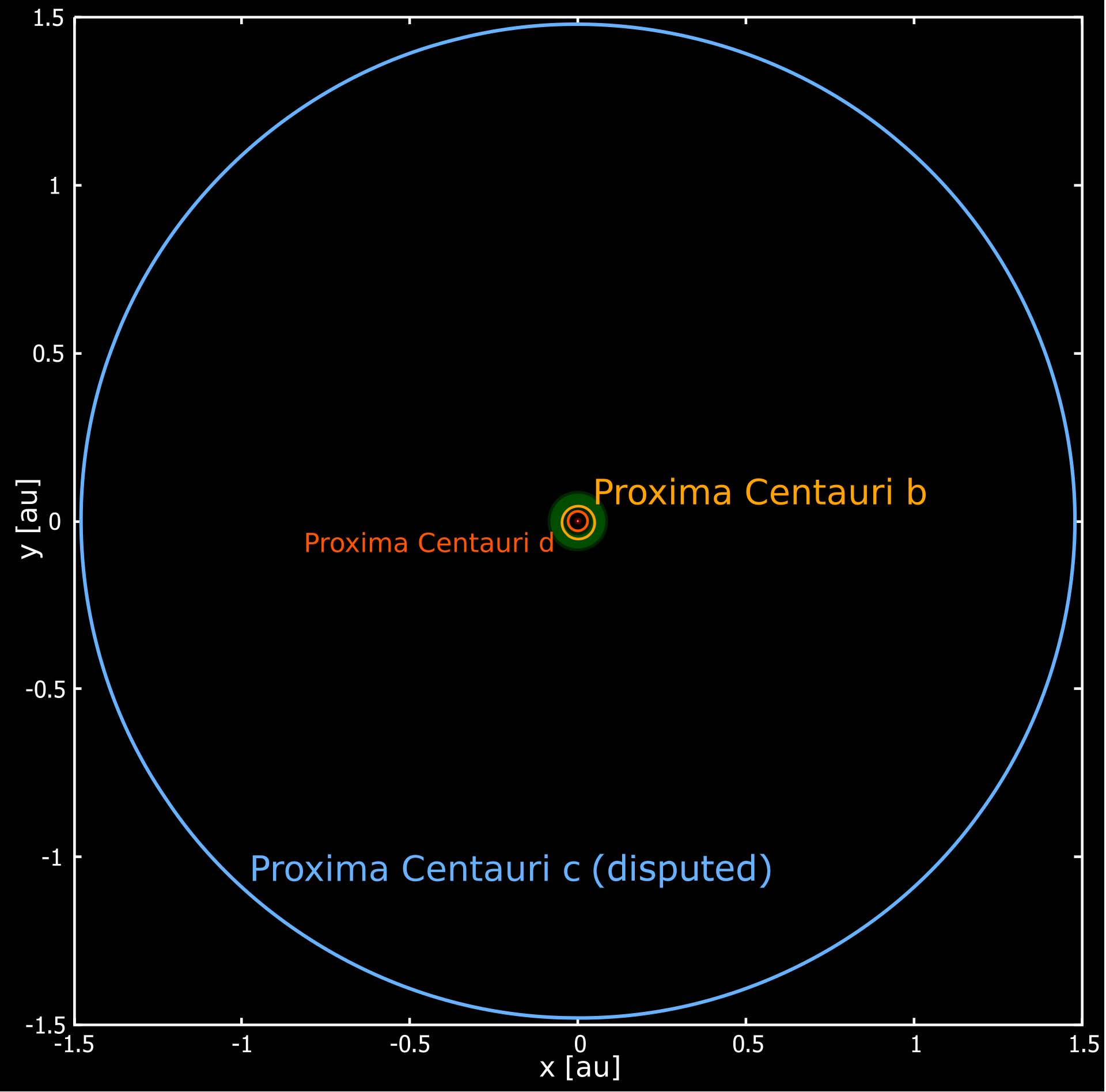
Esquema dels tres planetes (d, b i c) del sistema Proxima Centauri, amb la zona habitable identificada

Fins al 2022, s'han detectat tres planetes (dos confirmats i un candidat) en òrbita al voltant de Proxima Centauri, amb un dels més lleugers detectats mai per la velocitat radial ("d"), un proper a la mida de la Terra dins de la zona habitable ("b"), i una possible nana gasosa que orbita molt més lluny que les dues interiors ("c").
Les cerques d'exoplanetes al voltant de Proxima Centauri es remunten a finals de la dècada de 1970. A la dècada de 1990, múltiples mesures de la velocitat radial de Proxima Centauri van limitar la massa màxima que podia tenir un company detectable. El nivell d'activitat de l'estrella afegeix soroll a les mesures de velocitat radial, cosa que complica la detecció d'un acompanyant mitjançant aquest mètode. L'any 1998, un examen de Proxima Centauri utilitzant el Faint Object Spectrograph a bord del telescopi espacial Hubble semblava mostrar evidències d'un company orbitant a una distància d'aproximadament 0,5 ua. Una cerca posterior amb la Càmera planetària i de gran angular 2 no va poder localitzar cap company. Les mesures astromètriques a l'Observatori Inter-Americà del Cerro Tololo semblen descartar un planeta de la mida de Júpiter amb un període orbital de 2−12 anys.
L'any 2017, un equip d'astrònoms que utilitzava l'Atacama Large Millimeter/submillimeter Array va informar de la detecció d'un cinturó de pols freda que orbitava Proxima Centauri a una distància d'1-4 ua de l'estrella. Aquesta pols té una temperatura d'uns 40 K i té una massa total estimada de l'1% del planeta Terra. Van detectar provisionalment dues característiques addicionals: un cinturó fred amb una temperatura de 10 K orbitant al voltant de 30 ua i una font d'emissió compacta a uns 1,2 segons d'arc de l'estrella. Hi va haver una pista d'un cinturó de pols càlid addicional a una distància de 0,4 ua de l'estrella. No obstant això, després d'una anàlisi posterior, es va determinar que aquestes emissions eren molt probablement el resultat d'una gran flamarada emesa per l'estrella el març de 2017. La presència de pols no és necessària per modelar les observacions.

### Planeta b
Proxima Centauri b, o Alpha Centauri Cb, orbita l'estrella a una distància d'aproximadament 0.05 AU (7.5 milió km) amb un període orbital d'aproximadament 11,2 dies terrestres. La seva massa estimada és almenys 1,17 vegades la de la Terra. A més, s'estima que la temperatura d'equilibri de Proxima Centauri b es troba dins del rang on l'aigua podria existir líquida a la seva superfície; així, situant-lo dins de la zona habitable de Proxima Centauri.
Els primers indicis de l'exoplaneta Proxima Centauri b van ser trobats l'any 2013 per Mikko Tuomi de la Universitat d'Hertfordshire a partir de dades d'observació d'arxius. Per confirmar el possible descobriment, un equip d'astrònoms va llançar el projecte Pale Red Dot ('un punt vermell pàl·lid') el gener de 2016. El 24 d'agost de 2016, un equip de 31 científics de tot el món, liderat per Guillem Anglada-Escudé de la Queen Mary University of London, va confirmar l'existència de Proxima Centauri b mitjançant un article revisat per parells publicat a Nature. Les mesures es van realitzar mitjançant dos espectrògrafs: HARPS del Telescopi de 3,6 m de l'ESO a l'Observatori de La Silla i UVES al Very Large Telescope de 8 m a l'Observatori Paranal. Es van realitzar diversos intents de detectar un trànsit d'aquest planeta a través de la cara de Proxima Centauri. Un senyal semblant al trànsit que va aparèixer el 8 de setembre de 2016 es va identificar provisionalment mitjançant el Bright Star Survey Telescope a l'Estació Zhongshan a l'Antàrtida.
L'any 2016, en un estudi que va ajudar a confirmar l'existència de Proxima Centauri b, es va detectar un segon senyal en el rang de 60 a 500 dies. Tanmateix, l'activitat estel·lar i el mostreig inadequat fan que la seva naturalesa no sigui clara.

### Planeta c
Proxima Centauri c és una candidata a súper-Terra o nana gasosa d'unes 7 masses terrestres que orbita aproximadament 1.5 unitats astronòmiques (220,000,000 km) cada 1.900 dies (5,2 anys). Si Proxima Centauri b fos la Terra de l'estrella, Proxima Centauri c equivaldria a Neptú. A causa de la seva gran distància de Proxima Centauri, és poc probable que sigui habitable, amb una baixa temperatura d'equilibri d'uns 39 K. El planeta va ser informat per primera vegada per l'astrofísic italià Mario Damasso i els seus col·legues l'abril del 2019. L'equip de Damasso havia notat moviments menors de Proxima Centauri a les dades de velocitat radial de l'instrument HARPS de l'ESO, indicant un possible planeta addicional en òrbita al voltant de Proxima Centauri. El 2020, l'existència del planeta va ser confirmada per les dades de 2005 d'astrometria del Hubble. Es va detectar una possible contrapartida d'imatge directa a l'infraroig amb el VLT-SPHERE, però els autors admeten que "no van obtenir una detecció clara". Si la seva font candidata és de fet Proxima Centauri c, és massa brillant per a un planeta de la seva massa i edat, la qual cosa implica que el planeta pot tenir un sistema d'anells amb un radi d'uns 5 RJ. El 2022, es va publicar un estudi que va disputar la confirmació de la velocitat radial del planeta.

### Planeta d
El 2019, un equip d'astrònoms va revisar les dades de l'ESPRESSO sobre Proxima Centauri b per refinar-ne la massa. Mentre ho feia, l'equip va trobar un altre pic de velocitat radial amb una periodicitat de 5,15 dies. Van estimar que si es tractés d'un company planetari, serien ni més ni menys que 0,29 masses terrestres. Una anàlisi addicional va confirmar l'existència del senyal que va conduir a l'anunci del descobriment el febrer de 2022.

### Habitabilitat
Abans del descobriment de Proxima Centauri b, el documental de televisió Alien Worlds va plantejar la hipòtesi que un planeta de sosteniment de la vida podria existir en òrbita al voltant de Proxima Centauri o altres nanes vermelles. Un planeta així es trobaria dins de la zona habitable de Proxima Centauri, aproximadament 0,023–0,054 ua (3,4–8,1 milions de km) de l'estrella, i tindria un període orbital de 3,6–14 dies. Un planeta que orbita dins d'aquesta zona pot experimentar un bloqueig de marea a l'estrella. Si l'excentricitat orbital d'aquest hipotètic planeta és baixa, Proxima Centauri es mouria poc al cel del planeta, i la major part de la superfície experimentaria el dia o la nit perpètuament. La presència d'una atmosfera podria servir per redistribuir l'energia des del costat il·luminat per les estrelles al costat més llunyà del planeta.
Els esclats d'erupcions solars de Proxima Centauri podrien erosionar l'atmosfera de qualsevol planeta de la seva zona habitable, però els científics del documental van pensar que aquest obstacle es podria superar. Gibor Basri de la Universitat de Califòrnia, Berkeley va argumentar: "Ningú [ha] trobat cap motius per a l'habitabilitat". Per exemple, una preocupació era que els torrents de partícules carregades de les erupcions de l'estrella poguessin treure l'atmosfera de qualsevol planeta proper. Si el planeta tingués un camp magnètic fort, el camp desviaria les partícules de l'atmosfera; fins i tot la lenta rotació d'un planeta bloquejat per la marea que gira una vegada per cada vegada que orbita la seva estrella seria suficient per generar un camp magnètic, sempre que part de l'interior del planeta es mantingui fos.
Altres científics, especialment els defensors de la hipòtesi de les terres rares, no estan d'acord que les nanes vermelles puguin mantenir la vida. Qualsevol exoplaneta de la zona habitable d'aquesta estrella estaria probablement bloquejat per la marea, donant lloc a un moment magnètic planetari relativament feble, que condueix a una forta erosió atmosfèrica per expulsió de massa coronal de Proxima Centauri. El desembre de 2020, es va anunciar que un candidat de senyal de ràdio SETI BLC-1 venia de l'estrella. Més tard es va determinar que el senyal era una interferència de ràdio creada per l'home.

## Història observacional

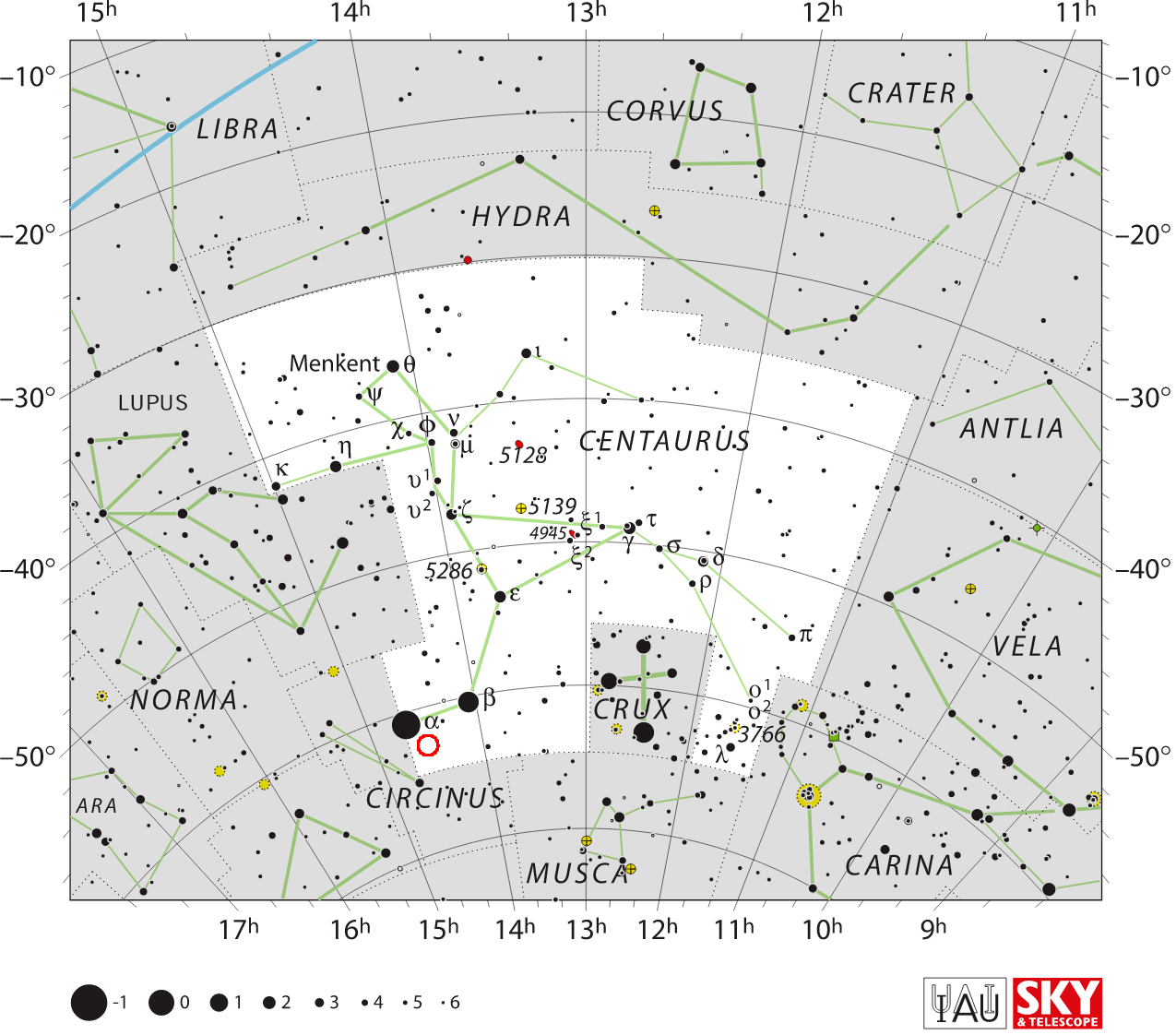
La ubicació de Proxima Centauri (encerclat en vermell)

El 1915, l'astrònom escocès Robert Innes, director de l'Observatori Unió a Johannesburg, Sud Àfrica, va descobrir una estrella que tenia el mateix moviment propi que Alpha Centauri. Va proposar que li posessin de nom Proxima Centauri (en realitat Proxima Centaurus). El 1917, a l'Observatori Reial del Cap de Bona Esperança, l'astrònom holandès Joan Voûte va mesurar la paral·laxi trigonomètrica de l'estrella a 0,755″±0,028″ i va determinar que Proxima Centauri es trobava aproximadament a la mateixa distància del Sol que Alpha Centauri. Era l'estrella de lluminositat més baixa coneguda en aquell moment. L'astrònom nord-americà Harold L. Alden va fer una determinació de paral·laxi igualment precisa de Proxima Centauri el 1928, que va confirmar l'opinió d'Innes que és més propera, amb una paral·laxi de 0,783″±0,005″.
L'any 1951, l'astrònom nord-americà Harlow Shapley va anunciar que Proxima Centauri és una estrella fulgurant. L'examen dels registres fotogràfics anteriors va mostrar que l'estrella mostrava un augment mesurable de magnitud en aproximadament un 8% de les imatges, convertint-la en l'estrella més activa que es coneixia aleshores.
La proximitat de l'estrella permet una observació detallada de la seva activitat fulgurant. El 1980, l'Observatori Einstein va produir una corba d'energia de raigs X detallada d'una erupció estel·lar a Proxima Centauri. Es van fer més observacions de l'activitat de les erupcions amb els satèl·lits EXOSAT i ROSAT, i les emissions de raigs X de les erupcions més petites, semblants al sol, van ser observades pel ASCA el 1995. Des de llavors, Proxima Centauri ha estat objecte d'estudi per la majoria dels observatoris de raigs X, inclosos XMM-Newton i Chandra.
A causa de la declinació sud de Proxima Centauri, només es pot veure al sud de latitud 27° N. Les nanes vermelles com Proxima Centauri són massa febles per ser vistes a ull nu. Fins i tot des d'Alfa Centauri A o B, Pròxima només es veuria com una estrella de cinquena magnitud. Té una magnitud visual aparent 11, de manera que un telescopi amb una obertura d'almenys 8 cm (3.1 in) es necessita per observar-lo, fins i tot en condicions de visió ideals, sota un cel clar i fosc amb Proxima Centauri molt per sobre de l'horitzó. El 2016, la Unió Astronòmica Internacional va organitzar un Grup de treball sobre els noms de les estrelles (WGSN) per catalogar i estandarditzar els noms propis de les estrelles. El WGSN va aprovar el nom Proxima Centauri per a aquesta estrella el 21 d'agost de 2016, i ara s'inclou a la llista de noms d'estrelles aprovats per la IAU.
El 2016, es va observar una superflare des de Proxima Centauri, la bengala més forta mai vista. La brillantor òptica va augmentar en un factor de 68× fins a una magnitud aproximadament 6,8. S'estima que es produeixen erupcions similars al voltant de cinc vegades cada any, però són de tan curta durada, només uns minuts, que mai s'havien observat abans. Els dies 22 i 23 d'abril de 2020, la nau espacial New Horizons va prendre imatges de dues de les estrelles més properes, Proxima Centauri i Wolf 359. En comparació amb les imatges de la Terra, un efecte de paral·laxi molt gran era fàcilment visible. Tanmateix, això només es va utilitzar amb finalitats il·lustratives i no va millorar les mesures de distància anteriors.

## Viatjant a Proxima Centauri
Per la seva proximitat, Proxima Centauri ha estat suggerida com una destinació lògica per al primer viatge interestel·lar, tot i que, en ser una estrella variable, es creu que no seria una destinació gaire hospitalària. L'any 2005, una nau espacial estàndard, com el Transbordador Espacial, viatjà per l'espai a una velocitat de 7.8 km/s. A aquesta velocitat, trigaria 160.000 anys a arribar a Pròxima. Si s'utilitzen tecnologies de propulsió convencionals no nuclears, el vol d'una nau espacial cap a Proxima Centauri i els seus planetes probablement requeriria milers d'anys. Per exemple, la Voyager 1, que ara està viatjant 17 km/s (38,000 mph) respecte al Sol, arribaria a Proxima Centauri en 73.775 anys, si la nau espacial viatgés en direcció a aquesta estrella. Una sonda de moviment lent només tindria diverses desenes de milers d'anys per atrapar Proxima Centauri a prop de la seva aproximació més propera, abans que l'estrella fes un retrocés fora de l'abast.
La nau més ràpida feta per l'ésser humà és la sonda espacial Helios II, que ha viatjat a 70,2 km/s. A aquesta velocitat, trigaria 18.000 anys a arribar-hi. El nou sistema de propulsió VASIMR, que només és una proposta teòrica, possiblement seria capaç d'arribar als 300 km/s, de manera que només es trigarien 4.200 anys a fer el viatge, un temps molt més gran que la vida mitjana tant dels humans com de les màquines. Per tant, de moment, caldran idees radicalment noves per a aconseguir viatjar a l'estrella més propera.
La propulsió de polsos nuclears podria permetre aquest viatge interestel·lar amb una escala de temps de viatge d'un segle, inspirant diversos estudis com ara el Projecte Orion, Projecte Daedalus i Projecte Longshot. El projecte Breakthrough Starshot té com a objectiu arribar al sistema Alpha Centauri durant la primera meitat del segle XXI, amb microsondes que viatgen al 20% de la velocitat de la llum impulsades per uns 100 gigawatts de làsers terrestres. Les sondes realitzarien un sobrevol de Proxima Centauri per fer fotos i recollir dades de les composicions atmosfèriques dels seus planetes. La informació recollida trigaria 4,25 anys a tornar a la Terra.

## Per a més informació
- Marcy, Geoffrey W.; Tellis, Nathaniel K.; Wishnow, Edward H. «Laser communication with Proxima and Alpha Centauri using the solar gravitational lens». Monthly Notices of the Royal Astronomical Society, 509, 3, 1-2022, pàg. 3798–3814. arXiv: 2110.10247. Bibcode: 2022MNRAS.509.3798M. DOI: 10.1093/mnras/stab3074.
- Smith, Shane; Price, Danny C.; Sheikh, Sofia Z.; Czech, Daniel J.; Croft, Steve; DeBoer, David; Gajjar, Vishal; Isaacson, Howard; Lacki, Brian C. «A radio technosignature search towards Proxima Centauri resulting in a signal of interest». Nature Astronomy, 5, 11, 10-2021, pàg. 1148–1152. arXiv: 2111.08007. Bibcode: 2021NatAs...5.1148S. DOI: 10.1038/s41550-021-01479-w.
- Marcy, G. W. «A search for optical laser emission from Proxima Centauri». Monthly Notices of the Royal Astronomical Society, 505, 3, 8-2021, pàg. 3537–3548. arXiv: 2102.01910. Bibcode: 2021MNRAS.505.3537M. DOI: 10.1093/mnras/stab1440.
- Kavanagh, Robert D.; Vidotto, Aline A.; Klein, Baptiste; Jardine, Moira M.; Donati, Jean-François; Ó Fionnagáin, Dúalta «Planet-induced radio emission from the coronae of M dwarfs: the case of Prox Cen and AU Mic». Monthly Notices of the Royal Astronomical Society, 504, 1, 6-2021, pàg. 1511–1518. arXiv: 2103.16318. Bibcode: 2021MNRAS.504.1511K. DOI: 10.1093/mnras/stab929.
- Pérez-Torres, M.; Gómez, J. F.; Ortiz, J. L.; Leto, P.; Anglada, G.; Gómez, J. L.; Rodríguez, E.; Trigilio, C.; Amado, P. J. «Monitoring the radio emission of Proxima Centauri». Astronomy & Astrophysics, 645, 1-2021, pàg. A77. arXiv: 2012.02116. Bibcode: 2021A&A...645A..77P. DOI: 10.1051/0004-6361/202039052. A77.
- Zic, Andrew; Murphy, Tara; Lynch, Christene; Heald, George; Lenc, Emil; Kaplan, David L.; Cairns, Iver H.; Coward, David; Gendre, Bruce «A Flare-type IV Burst Event from Proxima Centauri and Implications for Space Weather». The Astrophysical Journal, 905, 1, 12-2020, pàg. 23. arXiv: 2012.04642. Bibcode: 2020ApJ...905...23Z. DOI: 10.3847/1538-4357/abca90. 23.
- Lalitha, S.; Schmitt, J. H. M. M.; Singh, K. P.; Schneider, P. C.; Parke Loyd, R. O.; France, K.; Predehl, P.; Burwitz, V.; Robrade, J. «Proxima Centauri - the nearest planet host observed simultaneously with AstroSat, Chandra, and HST». Monthly Notices of the Royal Astronomical Society, 498, 3, 11-2020, pàg. 3658–3663. arXiv: 2008.07175. Bibcode: 2020MNRAS.498.3658L. DOI: 10.1093/mnras/staa2574.
- Vida, Krisztián; Oláh, Katalin; Kővári, Zsolt; van Driel-Gesztelyi, Lidia; Moór, Attila; Pál, András «Flaring Activity of Proxima Centauri from TESS Observations: Quasiperiodic Oscillations during Flare Decay and Inferences on the Habitability of Proxima b». The Astrophysical Journal, 884, 2, 10-2019, pàg. 160. arXiv: 1907.12580. Bibcode: 2019ApJ...884..160V. DOI: 10.3847/1538-4357/ab41f5. 160.
- Banik, Indranil; Kroupa, Pavel «Directly testing gravity with Proxima Centauri». Monthly Notices of the Royal Astronomical Society, 487, 2, 8-2019, pàg. 1653–1661. arXiv: 1906.08264. Bibcode: 2019MNRAS.487.1653B. DOI: 10.1093/mnras/stz1379.
- Pavlenko, Ya. V.; Suárez Mascareño, A.; Zapatero Osorio, M. R.; Rebolo, R.; Lodieu, N.; Béjar, V. J. S.; González Hernández, J. I.; Mohorian, M. «Temporal changes of the flare activity of Proxima Centauri». Astronomy & Astrophysics, 626, 6-2019, pàg. A111. arXiv: 1905.07347. Bibcode: 2019A&A...626A.111P. DOI: 10.1051/0004-6361/201834258. A111.
- Feliz, Dax L.; Blank, David L.; Collins, Karen A.; White, Graeme L.; Stassun, Keivan G.; Curtis, Ivan A.; Hart, Rhodes; Kielkopf, John F.; Nelson, Peter «A Multi-year Search for Transits of Proxima Centauri. II. No Evidence for Transit Events with Periods between 1 and 30 days». The Astronomical Journal, 157, 6, 6-2019, pàg. 226. arXiv: 1901.07034. Bibcode: 2019AJ....157..226F. DOI: 10.3847/1538-3881/ab184f. 226.
- Kielkopf, John F.; Hart, Rhodes; Carter, Bradley D.; Marsden, Stephen C. «Observation of a possible superflare on Proxima Centauri». Monthly Notices of the Royal Astronomical Society: Letters, 486, 1, 6-2019, pàg. L31–L35. arXiv: 1904.06875. Bibcode: 2019MNRAS.486L..31K. DOI: 10.1093/mnrasl/slz054.
- Meng, Tong; Ji, Jianghui; Dong, Yao «Dynamical evolution and stability maps of the Proxima Centauri system». Monthly Notices of the Royal Astronomical Society, 482, 1, 1-2019, pàg. 372–383. arXiv: 1809.08210. Bibcode: 2019MNRAS.482..372M. DOI: 10.1093/mnras/sty2682.

Coordenades:  14h 29m 42,9487s; −62° 40′ 46,141″